# 曲亭馬琴
曲亭馬琴或瀧澤馬琴（日语：／ Kyokutei Bakin，1767年7月4日—1848年12月1日）是一位日本作家，本名為瀧澤興邦（日语：／ Takizawa Okikuni），「曲亭馬琴」為其使用的許多筆名當中的其中一個，出生於日本江戶（今東京），日本第一位職業作家。
曲亭馬琴在家中排行第五，九歲時喪父。24歲欲拜山東京傳為師但被拒絕，不過京傳允許馬琴以親密朋友的身分往來，馬琴成為劇作者後在其著作中《南總里見八犬傳》最為著名，自1814年寫起、1842年完成，共花了28年才完成此書。

## 作品
- 《南總里見八犬傳》
- 《椿說弓張月》
- 《近世說美少年錄（日语：近世説美少年録）》
- 《俊寛僧都夢物語》
- 《松染情史秋七草》
- 《三七全傳南柯夢》
- 《朝夷巡島記》
- 《開卷驚奇俠客傳》
- 《新累解脱物語》
- 《傾城水滸傳》